# ロベール・ド・ソルボン

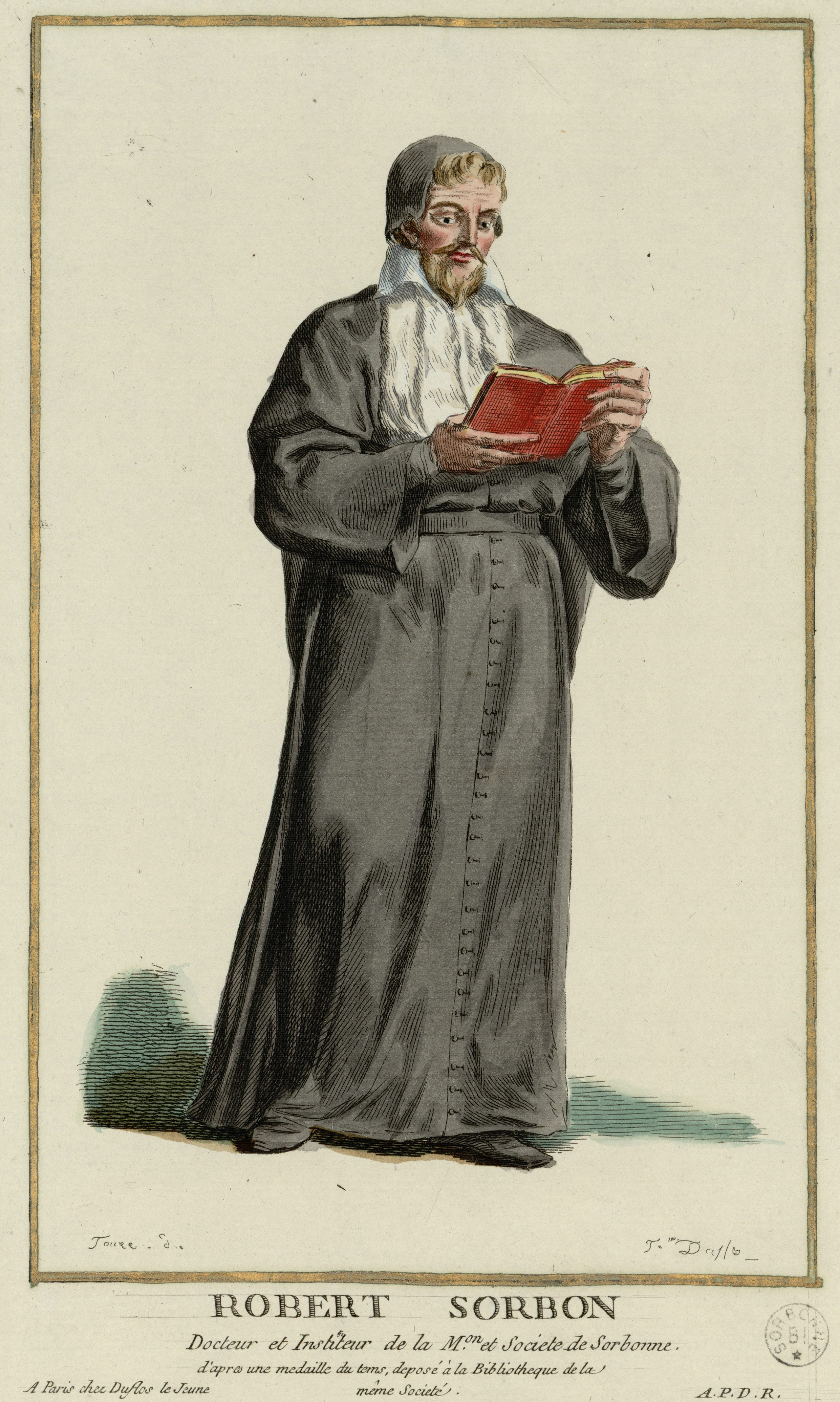
ロベール・ド・ソルボン

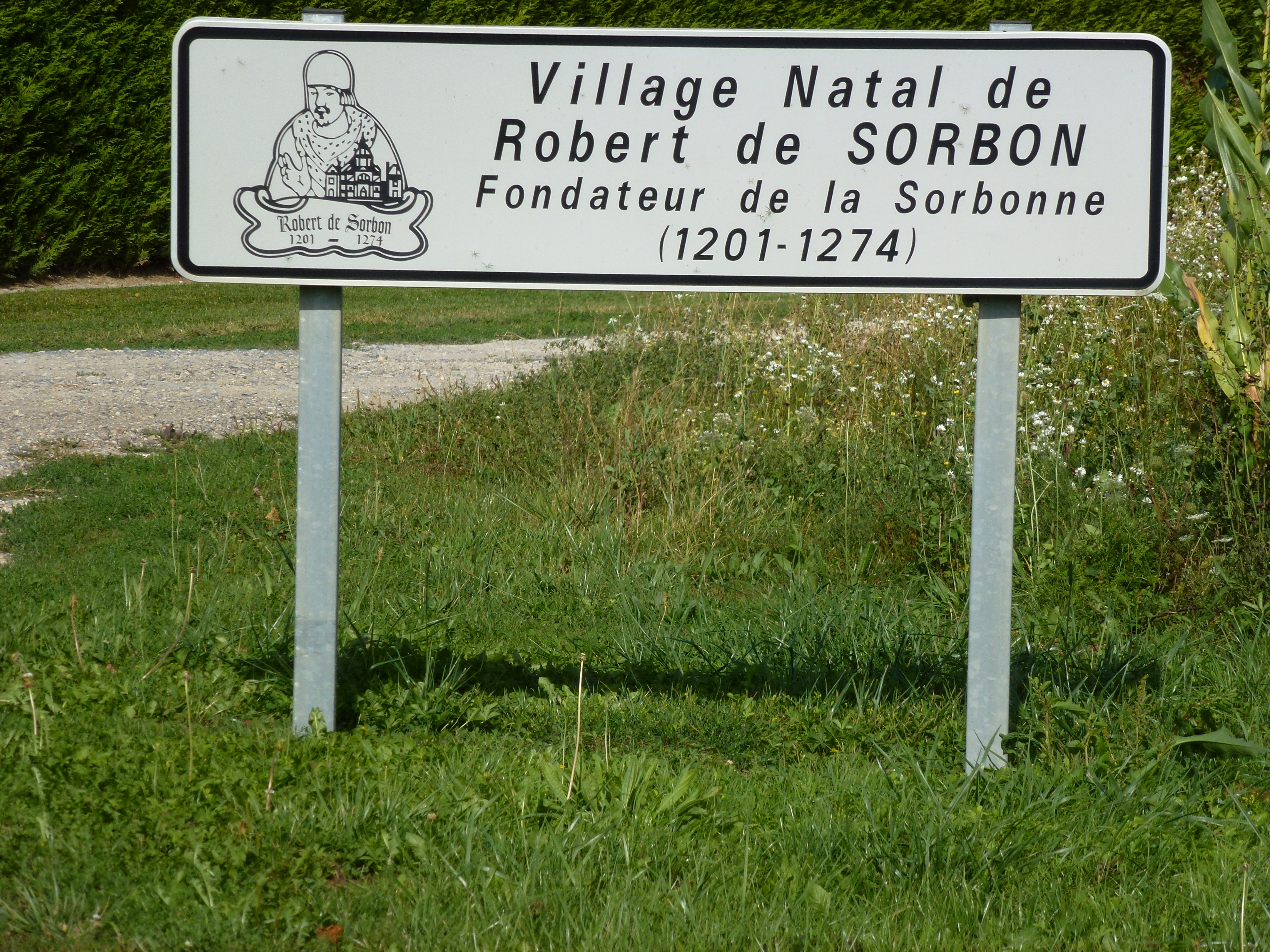
「ソルボンヌ大学を創設したロベール・ド・ソルボンが生まれた村」と記された看板。2012年8月、アルデンヌ県ソルボン。

ロベール・ド・ソルボン（フランス語: Robert de Sorbon、1201年10月9日 - 1274年8月15日）は、フランスの司祭、神学者である。
アルデンヌ県ソルボン（fr:Sorbon）の貧しい家庭に生まれた。ロベール1世 (アルトワ伯)とルイ9世 (フランス王)の後援を受けて、ランス (マルヌ県)とパリで学んだ。1251年、カンブレー聖堂参事会員に選任され、1257年にはルイ9世の宮廷付説教師となった。
同年パリ大学に貧しい神学部学生のための学寮を設立、1259年にローマ教皇アレクサンデル4世の許可を得てパリ大学神学部を発足させた。ソルボンヌ寮あるいはソルボンヌ学寮とよばれ、パリ大学の通称ソルボンヌ大学にその名を残している。